# Patalene pappiaria
Patalene pappiaria är en fjärilsart som beskrevs av Walker 1860. Patalene pappiaria ingår i släktet Patalene och familjen mätare. Inga underarter finns listade i Catalogue of Life.